# Nederlandse Antillen op de Olympische Zomerspelen 1968
De Nederlandse Antillen nam deel aan de Olympische Zomerspelen 1968 in Mexico-Stad, Mexico. Het was de vierde deelname aan de Zomerspelen.
Van de vijf sporters namen Rudy Monk voor de derde keer en Fortunato Rijna en Jan Boutmy voor de tweede keer deel. De beide debuterende schermster waren de eerste vrouwen die voor de Nederlandse Antillen aan de Spelen deelnamen.

## Deelnemers & Resultaten
(m) = mannen, (v) = vrouwen 
| Sport         | Olympiër (deelname)  | Discipline            | Resultaat | Prestatie |
| ------------- | -------------------- | --------------------- | --------- | --- |
| Gewichtheffen | Rudy Monk (3)        | middengewicht (m)     | 16e       | 400,0 kg (drukken 132,5 / trekken 117,5 / stoten 150,0) |
| Gewichtheffen | Fortunato Rijna (2)  | lichtzwaargewicht (m) | 17e       | 420,5 kg (drukken 142,5 / trekken 115,0 / stoten 162,5) |
| Schermen      | Ivonne Witteveen (1) | floret (v)            | 1e ronde  | 1R: verloor van Antonella Ragno (ITA) 1R: won van Lidia Sakovics (HUN) 1R: verloor van Marie Depetris (FRA) 1R: verloor van Janet Wardell (GBR) 1R: verloor van Kamila Składanowska (POL)                                      |
| Schermen      | Myrna Anselma (1)    | floret (v)            | 1e ronde  | 1R: verloor van Clara Stahl-lencic (ROM) 1R: verloor van Pilar Roldán (MEX) 1R: verloor van Galina Gorochova (URS) 1R: verloor van Heidi Schmid (FRG) 1R: won van Colette Flesch (LUX) 1R: verloor van Sylvia San Martín (ARG) |
| Schermen      | Jan Boutmy (2)       | sabel (m)             | 1e ronde  | 1R: verloor van Claude Arabo (FRA) 1R: verloor van Tibor Pezsa (HUN) 1R: verloor van Paul Wischeidt (FRG) 1R: verloor van Jozef Nowara (POL) 1R: verloor van John Andru (CAN) 1R: won van Juan Frecia (ARG)                    |

Afghanistan · Algerije · Amerikaanse Maagdeneilanden · Argentinië · Australië · Bahama's · Barbados · België · Bermuda · Birma · Bolivia · Bondsrepubliek Duitsland · Brazilië · Brits-Honduras · Bulgarije · Canada · Centraal-Afrikaanse Republiek · Ceylon · Chili · Colombia · Congo-Kinshasa · Costa Rica · Cuba · Denemarken · Dominicaanse Republiek · Duitse Democratische Republiek · Ecuador · El Salvador · Ethiopië · Fiji · Filipijnen · Finland · Frankrijk · Ghana · Griekenland · Groot-Brittannië · Guatemala · Guinee · Guyana · Honduras · Hongarije · Hongkong · Ierland · IJsland · India · Indonesië · Irak · Iran · Israël · Italië · Ivoorkust · Jamaica · Japan · Joegoslavië · Kameroen · Kenia · Koeweit · Libanon · Libië · Liechtenstein · Luxemburg · Madagaskar · Maleisië · Mali · Malta · Marokko · Mexico · Monaco · Mongolië · Nederland · Nederlandse Antillen · Nicaragua · Nieuw-Zeeland · Niger · Nigeria · Noorwegen · Oeganda · Oostenrijk · Pakistan · Panama · Paraguay · Peru · Polen · Portugal · Puerto Rico · Roemenië · San Marino · Senegal · Sierra Leone · Singapore · Soedan · Sovjet-Unie · Spanje · Suriname · Syrië · Taiwan · Tanzania · Thailand · Trinidad en Tobago · Tunesië · Turkije · Tsjaad · Tsjecho-Slowakije · Uruguay · Venezuela · Verenigde Arabische Republiek · Verenigde Staten · Vietnam · Zambia · Zuid-Korea · Zweden · Zwitserland